# سيرفيغنانو دادا
سيرفيغنانو دادا (بالإيطالية: Cervignano d'Adda) هي كومونا في مقاطعة لودي في إقليم لومبارديا الإيطالي، وتقع على بعد حوالي 45 كيلومترا (28 ميل) جنوب شرق ميلانو، وحوالي 20 كيلومترا (12 ميل) جنوب شرق لودي.
وتقع سيرفينيانو دادا على حدود البلديات التالية: زيلو بون بيرسيكو، ومولاتزانو، وغالغانيانو.